# Saint-Pierre-de-Salerne
Saint-Pierre-de-Salerne är en kommun i departementet Eure i regionen Normandie i norra Frankrike. Kommunen ligger i kantonen Brionne som tillhör arrondissementet Bernay. År 2022 hade Saint-Pierre-de-Salerne 231 invånare.

## Befolkningsutveckling
Antalet invånare i kommunen Saint-Pierre-de-Salerne
Referens:INSEE